# Cynoscion acoupa
Cynoscion acoupa és una espècie de peix de la família dels esciènids i de l'ordre dels perciformes.

## Morfologia
- Els mascles poden assolir 110 cm de longitud total i 17 kg de pes.[1][2]

## Alimentació
Menja gambes i peixos.

## Hàbitat
És un peix de clima subtropical i demersal que viu fins als 20 m de fondària.

## Distribució geogràfica
Es troba a l'Atlàntic occidental: des de Panamà fins a l'Argentina.

## Ús comercial
És important com a aliment per als humans.

## Observacions
És inofensiu per als humans.